# Fernand Lematte

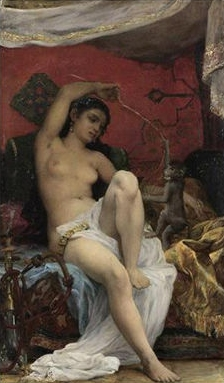
Odalisca con una scimmia

Jacques François Fernand Lematte (San Quintino, 26 luglio 1860 – 1929) è stato un pittore francese.

## Biografia
Fernand Lematte compì la sua formazione artistica presso la Scuola di Belle arti di Parigi con Alexandre Cabanel

Nel 1870 vinse il Prix de Rome con il quadro "La morte di Messalina", e pertanto soggiornò a Roma, a Villa Medici, dal 1871 al 1874.

Per buona parte dei suoi lavori egli aderì alla tendenza orientalista. Per altre opere fu un pittore accademico  che predilesse i soggetti storici e i ritratti.

## Opere scelte
- Giovane bagnante
- Odalisca con una scimmia
- Italiana addormentata
- Ritratto della madre dell'artista"
- Oreste e le Furie, New York Public Library, 1876.
- La morte di Messalina,  Scuola Nazionale Superiore di Belle arti, 1870. - Prix de Rome nel 1870.
- Una Driade,  Museo di belle arti di Nantes, 1871.
- Il rapimento di Deianira, (Salon del 1874).
- La vedova, Museo di Belle arti di Caen, 1877.
- I borghesi di Reims ricevono una Carta dal Reggente di Francia, - (Salon del 1882).
- Giuditta e Oloferne, Museo Antoine Lécuyer a San Quintino, 1886.
- Hadiga torna dal mercato del Cairo,  Museo Antoine Lécuyer a San Quintino, 1888.

## Galleria d'immagini

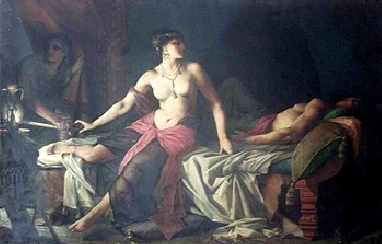
Giuditta e Oloferne
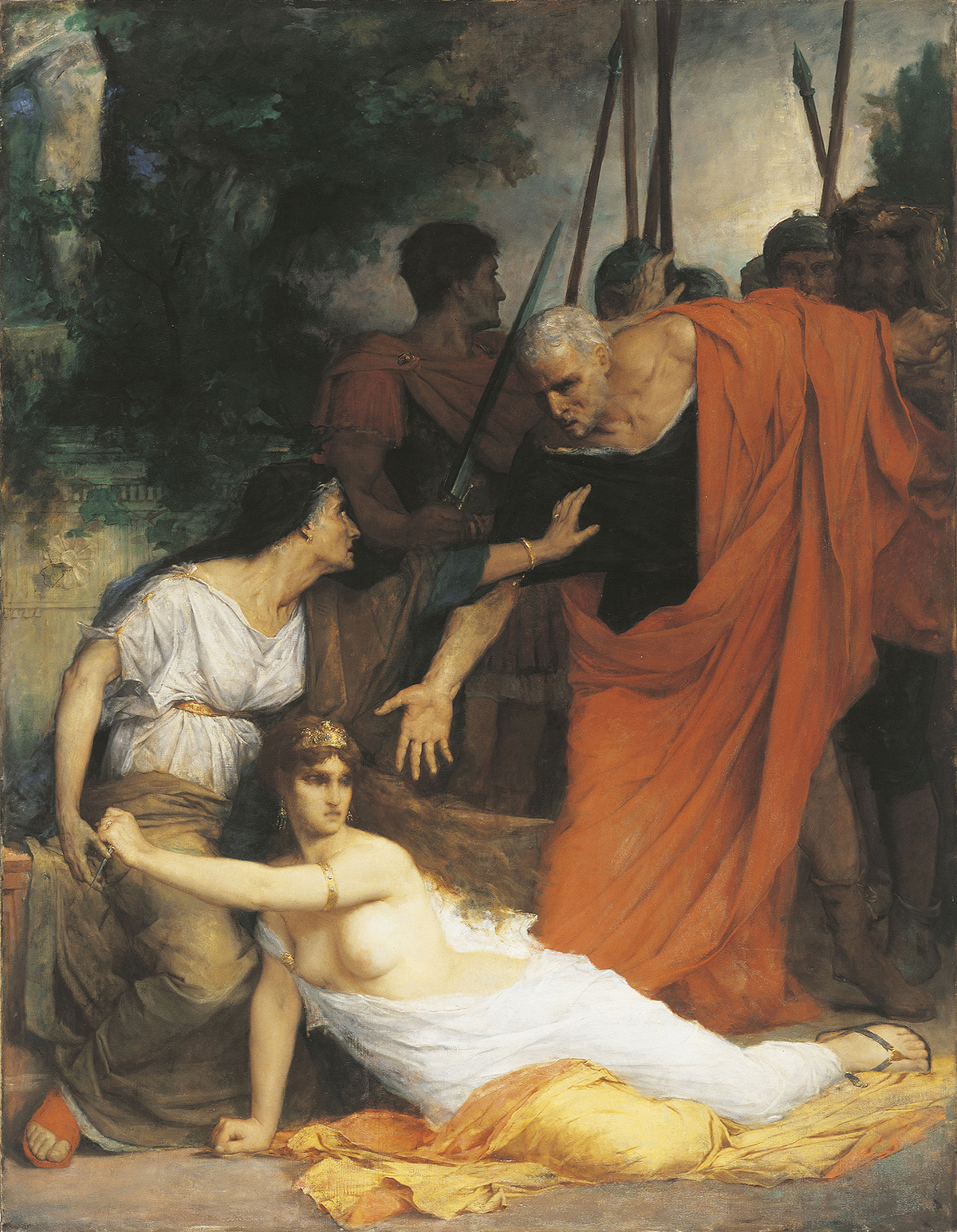
La morte di Messalina